# Soyuz TM-8
Soyuz TM-8 fue la octava expedición lanzada a la estación orbital Mir, y la quinta de larga duración (EO-5), realizada entre el 5 de septiembre de 1989 y el 19 de febrero de 1990.

## Tripulación
| Posición           | Cosmonautas          |
| ------------------ | -------------------- |
| Comandante         | Alexander Viktorenko |
| Ingeniero de vuelo | Aleksandr Serebrov   |

## Parámetros de la Misión
- Masa: 7 150 kg
- Perigeo: 390 km
- Apogeo: 392 km
- Inclinación: 51.6°
- Periodo: 92.4 minutos

## Puntos altos de la misión
Esta misión supuso el regreso de cosmonautas a la estación MIR, después de 5 meses deshabitada, desde que se fueran los últimos tripulantes de la Soyuz TM-7 en abril de 1989. Durante la aproximación final a Mir (4 m de distancia), el sistema Kurs tuvo fallos en su funcionamiento. El comandante Viktorenko tomó el control manual, se alejó y se colocó 20 m de distancia y acopló manualmente. La nave pasó 166 días unida a Mir.
En 29 de septiembre los cosmonautas instalaron equipamientos en el sistema de acoplamiento para preparar la llegada del Kvant 2, el primero de los módulos de 20 toneladas a la Mir. Ocurrieron alertas de tempestades solares. En 30 de septiembre  se produjo una poderosa fulguración solar. La previsiones iniciales indicaban que los cosmonautas podían recibir muchas veces el nivel máximo permitido de radiación. Durante el evento, los cosmonautas recibieron sólo una dosis de radiación equivalente  2 semanas de vuelo.
El 10 de octubre  se anunció que problemas con los chips de algunos ordenadores atrasaron el lanzamiento del segundo módulo a la Mir en por lo menos 40 días de la fecha planeada de lanzamiento de 16 de octubre.
El punto principal de la misión de Viktorenko y Serebrov era recibir, pasar revista, y activar esta módulo, entonces la planificación de esta misión debió que ser restructurada. El módulo Kvant-2 se lanzó finalmente el 26 de noviembre. Durante esta misión se usó la 21KS la mochila propulsora soviética similar a la MMU  norteamericana y que había sido creada para el programa del Transbordador Burán.